# Jorge Bom Jesus

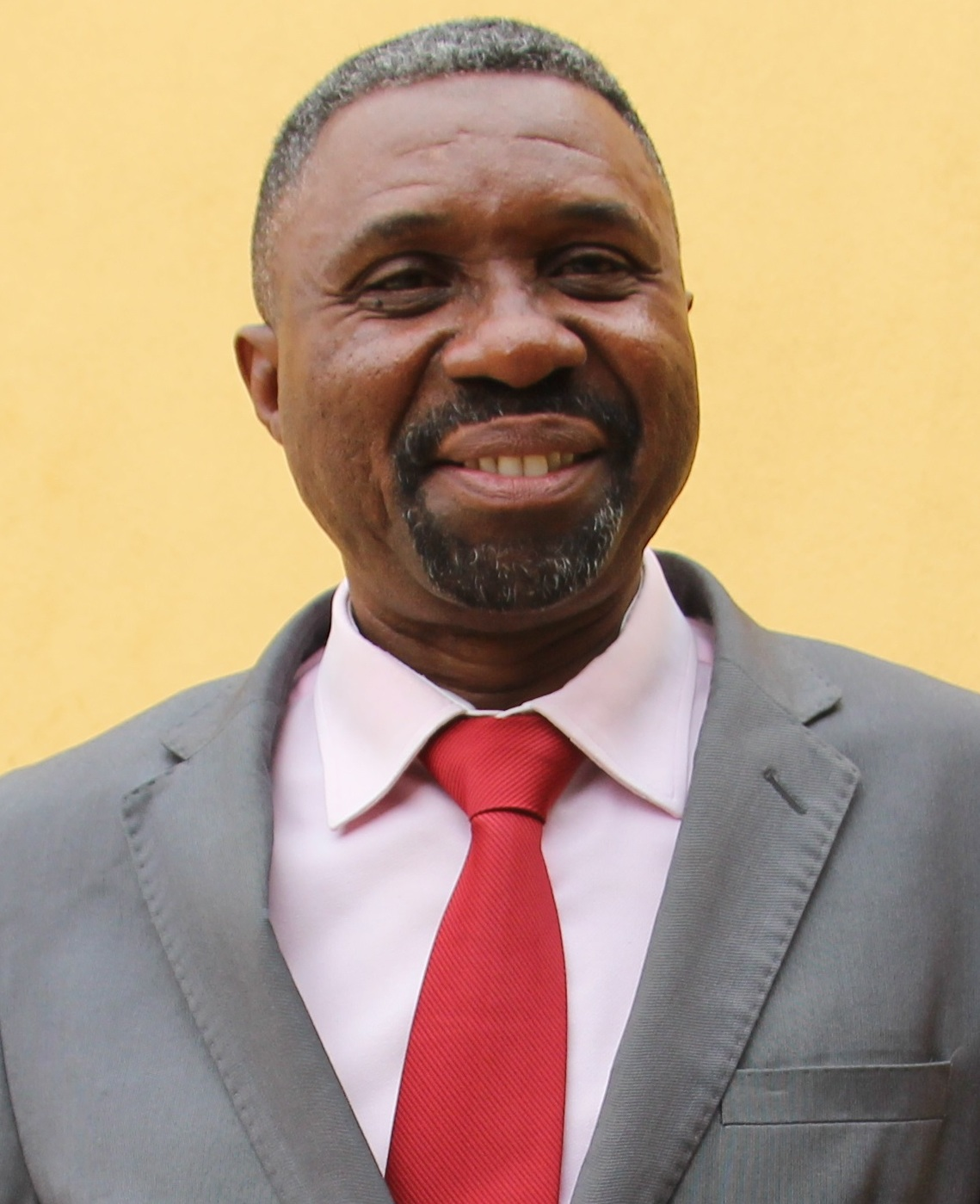
Jorge Bom Jesus, 2018

Jorge Lopes Bom Jesus (* 26. Juli 1962 im Distrikt Água Grande, São Tomé und Príncipe) ist ein são-toméischer Linguist und Politiker (MLSTP-PSD). Er war von 2018 bis November 2022 Premierminister der Republik São Tomé und Príncipe.

## Leben
Er studierte Sprachwissenschaften, vor allem Französische Philologie und Lusitanistik, unter anderem an der Universität Toulouse sowie Pädagogik ebendort. Später war er als Dozent an der Universität von São Tomé tätig. Er ist verheiratet und Vater von fünf Kindern.
Auch war er als Lehrer tätig und als Ansprechpartner für die französisch-são-toméanischen Beziehungen zuständig.
Zwischen 2008 und 2010 war er Erziehungs- und Kulturminister der Republik São Tomé und Principe sowie von 2012 bis 2014 als Erziehungs-, Kultur- und Wissenschaftsminister.
2011 wurde er Vizepräsident seiner Partei, der MLSTP-PSD und 2018 Kandidat für das Amt des Premierministers.
Schwerpunkte seiner Politik sind die Erziehung und Bildung sowie die Ankurbelung der Wirtschaft.
Am 29. November 2018 wurde er durch Staatspräsident Evaristo Carvalho zum Premierminister ernannt.
In seiner Inaugurationsrede sprach er als erster Premier von São Tomé nicht auf Portugiesisch, sondern auf Kreolisch.
Nach der Parlamentswahl im September 2022, bei der seine Partei nur den zweiten Platz errang, wurde er am 11. November 2022 als Premierminister von seinem Vorgänger, Patrice Trovoada, abgelöst, der die Wahlen gewonnen hatte. 